# Vilém Flusser
Vilém Flusser (12 mai 1920 – 27 novembre 1991) est un philosophe, écrivain et journaliste d'origine tchécoslovaque. Il vit pendant une longue période à São Paulo, où il devint citoyen brésilien, et plus tard en France. Ses travaux sont écrits dans plusieurs langues.
Ses premiers travaux sont marqués par une discussion de la pensée de Martin Heidegger et par l'influence de l'existentialisme et de la phénoménologie. La phénoménologie jouera un rôle important pendant la transition vers la période plus tardive de son travail, dans laquelle il tourne son attention vers la philosophie de la communication et de la production artistique.

## Biographie
Vilém Flusser est né en 1920 à Prague d'une famille d'intellectuels Juifs. Son père, Gustav Flusser, étudie les mathématiques et la physique (sous l'enseignement d'Albert Einstein, parmi d'autres). Flusser alla à l'école primaire allemande et tchèque et plus tard à l'école secondaire (Grammar school) allemande.
En 1938, Vilém Flusser commença à étudier la philosophie à la faculté de droit de l'université Charles de Prague. En 1939, peu après l'occupation nazie, il émigre à Londres afin de continuer ses études pour un trimestre à la London School of Economics. Il perd toute sa famille dans les camps de concentration nazis : son père décède à Buchenwald en 1940 ; ses grands-parents, sa mère et sa sœur sont déportées à Auschwitz et plus tard à Theresienstadt où ils sont exécutés. En 1940 il émigre au Brésil, vivant à la fois à São Paulo et Rio de Janeiro. Il commence à travailler pour une entreprise d'import-export tchèque puis à Stabivolt, un fabricant de radios et transistors.
Au début des années 1950 il enseigne la philosophie et travaille comme journaliste. En 1960 il commence à collaborer avec l'institut brésilien pour la philosophie (IBF) à São Paulo et publie dans la revue Revista Brasileira de Filosofia ; de cette manière il se rapproche sérieusement de la communauté intellectuelle brésilienne. Pendant cette décennie il publie et enseigne à plusieurs écoles à São Paulo, étant maître de conférence en philosophie des sciences à l'école polytechnique de l'université São Paulo et professeur de la philosophie de la communication à l'école de dramaturgie et à l'école supérieure de cinéma de São Paulo. Il est actif dans le domaine artistique, collaborant à la Biennale de São Paulo, parmi d'autres événements culturels.
Il publie son premier livre, Langage et Réalité, en 1963. En 1972 il décide de quitter le Brésil. En 1970, quand une réforme de l'université de São Paulo fait de tous les maîtres de conférences en philosophie des membres du département de philosophie, Flusser, qui enseigne à l'école polytechnique, est exclu ; mais il faut remarquer que la plupart des membres du département étaient critiques vis-à-vis du régime militaire et considéraient Flusser comme un penseur plutôt conservateur.
Il vécut ensuite en Allemagne et dans le sud de la France. Vers la fin de sa vie, il était assez occupé à écrire et donner des conférences sur la théorie des médias. Il meurt en 1991 dans un accident de voiture alors qu'il visite sa ville natale de Prague pour y donner une conférence.
Vilém Flusser est le cousin de David Flusser.

## Philosophie
Les essais de Flusser sont courts et provocants, avec un style ressemblant à celui d'articles de journaux, notamment par son usage d'intertitres percutants. Des critiques ont noté qu'il est moins un penseur « systématique » qu'un penseur « dialogique », délibérément éclectique et provocatif (Cubitt 2004). Cependant, ses premiers livres, écrits dans les années 1960, essentiellement en portugais, et publiés au Brésil, ont un style légèrement différent.[réf. nécessaire]
Les écrits de Flusser sont liés les uns aux autres, ses analyses étant disséminées dans plusieurs courts essais. Ses centres d'intérêts principaux étaient l'épistémologie, l'éthique, l'esthétique, l'ontologie, la philosophie du langage, l'histoire de la culture occidentale, la technologie, l'écriture, la technique de l'image, la photographie, l'immigration, les médias et la littérature et, particulièrement à la fin de sa vie, la philosophie de la communication et la production artistique.
Le premier livre de Flusser publié en anglais était Towards a Philosophy of Photography (Pour une philosophie de la photographie) en 1984, traduit par ses propres soins. The Shape of Things fut publié en 1999, suivi d'une nouvelle traduction de Towards a Philosophy of Photography.
Les archives de Flusser ont été conservées par l'Académie des médias de Cologne et sont actuellement abritées à l'université des arts de Berlin.

### Philosophie de la photographie
Flusser écrit dans les années 1970 et 80 à propos de la photographie et affirme, dans le contexte du développement des techniques informatiques, que la photographie fut la première des formes d'image technique à avoir fondamentalement changé la manière dont le monde est perçu. Historiquement, la photographie est importante car elle introduit une nouvelle époque : « l'invention de la photographie constitue une rupture dans l'histoire qui peut seulement être comprise par rapport à cette autre rupture historique qu'est l'écriture linéaire ».
Tandis que des idées ont pu être auparavant interprétées du point de vue de leurs formes écrites, la photographie proclame des nouvelles formes de perception de l'expérience et du savoir. Comme le formulait un récent commentateur: «Pour Flusser, la photographie n'est pas une technologie de la reproduction de l'image, c'est une technique culturelle à travers laquelle la réalité est constituée et comprise». Dans ce contexte, Flusser affirme que les photographies sont à comprendre de manière strictement différente des "formes d'image pré-techniques". Par exemple, il les compare à des peintures qu'il décrit comme des images qui peuvent être "décodées" de manière sensible, car l'observateur est capable d'interpréter ce qu'il voit comme un signe plus ou moins direct de l'intention du peintre. Par contraste, même si la photographie produit des images qui semblent être des "représentations fidèles" des objets et événements, elles ne peuvent pas être "décodées". Le cœur de cette différence, pour Flusser, a sa racine dans le fait que les photographies sont produites à travers les opérations d'un dispositif. Et le dispositif photographique opère d'une manière qui n'est pas immédiatement comprise ou façonnée par son opérateur. Par exemple, il décrit l'acte de photographier de la manière suivante:

« Le geste du photographe comme recherche d'un point de vue sur une scène prend place au travers des possibilités offertes par le dispositif. Le photographe se déplace au sein de catégories spécifiques de l'espace et du temps par rapport à la scène: proximité et distance, vues frontales et de côtés, exposition courte ou longue, etc. Le Gestalt de l'espace-temps entourant la scène est préfiguré pour le photographe par les catégories de sa caméra. Ces catégories sont un a priori pour lui. Il doit "décider" à travers elles: il doit appuyer sur le déclencheur. »

Pour simplifier, la personne qui utilise l'appareil photographique peut penser qu'elle règle les contrôles afin de produire une image montrant le monde de la manière dont elle veut qu'on le voie, mais c'est la nature pré-programmée de l'appareil qui fixe les paramètres de cet acte et c'est le dispositif qui façonne le sens de l'image finale. Étant donné la nature essentielle de la photographie dans tous les aspects de la vie quotidienne, la nature programmée du dispositif photographique façonne l'expérience de regarder et interpréter des photographies aussi bien que la plupart des contextes culturels dans lesquels nous le faisons.
Flusser développe un lexique de termes qui se sont révélés influents et qui continuent à être utiles pour penser la photographie contemporaine, les technologies numériques de l'image et leurs usages en ligne. Cela inclut: le "dispositif" (un outil qui change le sens du monde en opposition aux outils mécaniques qui changent le monde lui-même) ; le "fonctionneur" ("functionary" en anglais : le photographe ou l'opérateur de l'appareil qui est contraint par ses règles) ; le "programme" (un "système dans lequel le changement devient nécessité" et un jeu "dans lequel la virtualité, même la moins probable, sera réalisée par nécessité si le jeu est joué sur une période suffisamment longue") ; "l'image technique" (le premier exemple étant la photographie, avec sa surface signifiante particulière qui ressemble à une image traditionnelle mais cache des concepts codés et obscurs qui ne peuvent être décodés « immédiatement »).
Bien que Flusser écrivît plusieurs courts essais sur les travaux de certains photographes, son intérêt principal était le besoin critique et philosophique de comprendre la culture média du XXe siècle et les possibilités et menaces émergentes par les forces au travail dans un monde de plus en plus technique et automatique.

## Œuvres

### Œuvres en français
- La force du quotidien. Trad. de l'anglais Jean Mesrie et Barbara Niceall. Préface de Abraham A. Moles. Ill. Gordon Swann. - Tours : Mame, 1973. -  (ISBN 9782250005653)
- Choses et non-choses : esquisses phénoménologiques. Trad. de l'allemand Jean Mouchard. - Editions Jacqueline Chambon, 1996. -  (ISBN 9782877111447)
- Pour une philosophie de la photographie, trad. de l'allemand Jean Mouchard. - Editions Circé, 1996. -  (ISBN 978-2-84242-171-7)
- Petite Philosophie du design, trad. de l'allemand Claude Maillard. - Editions Circé, 2002. -  (ISBN 978-2-84242-145-8)
- Essais sur la nature et la culture, trad. du portugais (Brésil) Georges Durand. - Editions Circé, 2005. -  (ISBN 978-2-84242-203-5)
- La civilisation des médias, trad. de l'allemand Claude Maillard. - Editions Circé, 2006. -  (ISBN 2-84242-209-0)
- Les gestes : nouvelle édition augmentée. Textes revus et écrits en français par Vilém Flusser. Edition établie par Marc Partouche. Introduction et notes de Sandra Parvu. Postface de Louis Bec.- Al Dante, 2014. -  (ISBN 978-2-84761-773-3)
- Vampyroteuthis infernalis : un traité suivi d'un Rapport de l'institut scientifique de recherche paranaturaliste avec Louis Bec. - Zones sensibles, 2015. -  (ISBN 978-2-930601-19-9)
- Post-histoire. Introduction Catherine Geel, Anthony Masure. Postface Yves Citton. - T&P Work Unit, 2019. - (collection Iconodule). -  (ISBN 978-2-490781-01-0)

### Monographies
- Das XX. Jahrhundert. Versuch einer subjektiven Synthese, 1950s, c200 pp. (en allemand)
- Língua e realidade, São Paulo: Herder, 1963, 238 pp; São Paulo: Annablume, 2004; 2009, 232 pp. (en portugais)
  - Jazyk a skutečnost, trans Karel Palek, Triáda, 2005, 200 pp. Introduction. (en tchèque)
- A história do diabo, São Paulo: Martins, 1965, 216 pp; São Paulo: Annablume, 2010. (en portugais)
  - Die Geschichte des Teufels, ed. Andreas Müller-Pohle, Göttingen: European Photography, 1993; 2d ed., 1996, 200 pp. (en allemand)
  - Příběh ďábla, trans. Jiří Fiala, Galerie Gema, 1997, 185 pp. (en tchèque)
  - The History of the Devil, trans. Rodrigo Maltez Novaes, Univocal, 2014, 220 pp.
- Da religiosidade: a literatura e o senso de realidade, São Paulo: Conselho estadual de cultura, 1967, 147 pp; São Paulo: Escrituras, 2002. (en portugais)
- La force du quotidien, trans. Jean Mesrie and Barbara Niceall, Paris: Mame, 1973, 146 pp; 1989. Préface de Abraham Moles. (en français). Revue.
- Le monde codifié, Conférence du 3 mai 1973, Paris: Institut de l'Environnement/Centre de Formation Permanente pour les Arts Plastiques, 1974, 48 pp. (en français)
  - O mundo codificado, São Paulo: Cosacnaify, 2007. (en portugais)
- Orthonature/Paranature, Institut Scientifique de recherche paranaturaliste, 1978. (en Français)
- Natural:mente: vários acessos ao significado da natureza, São Paulo: Duas Cidades, 1979, 148 pp; 2011, 164 pp. (en portugais)
  - Vogelflüge: Essays zu Natur und Kultur, Munich: Carl Hanser, 2000, 136 pp. (en allemand)
  - Natural:Mind, trans. Rodrigo Maltez Novaes, Univocal, 2013, 150 pp.
- Pós-história: vinte istantâneos e um modo de usar, São Paulo: Duas Cidades, 1983, 168 pp. (en portugais)
  - Post-History, trans. Rodrigo Maltez Novaes, Univocal, 2013, 167 pp.
- Für eine Philosophie der Fotografie, European Photography, 1983, 58 pp; 1989; 1997; 2006. (en allemand)
  - Towards A Philosophy of Photography, ed. Derek Bennett, Göttingen: European Photography, 1984, 62 pp.
  - Filosofia da caixa preta. Ensaios para uma futura filosofia da fotografia, trans. Vilém Flusser, São Paulo: Hucitec, 1985, 92 pp; Rio de Janeiro: Relume Dumara, 2002. (en portugais)
  - Per una filosofia della fotografia, trans. Chantal Marazia, Torino: Agorà, 1987; Milan: Bruno Mondadori, 2006, 128 pp. (en italien) Revue.
  - For fotografiets filosofi, Horten: Preus Fotomuseum, 1987. (in Norwegian) 
  - En filosofi för fotografin, trans. Jan-Erik Lundström, Göteborg: Korpen, 1988, 112 pp. (en suédois)
  - Hacia una filosofía de la fotografía, trans. Eduardo Molina, 1990. (en espagnol)
  - A fotográfia filozófiája, trans. Panka Veress and István Sebesi, Budapest: Tartóshullám - Belvedere - ELTE BTK, 1990. (en hongrois)
  - Bir fotoğraf felsefesine doğru, Istanbul: Agac, 1991; Ankara: Med-Campus, 1994; trans. Ihsan Derman, Istanbul: Hayalbaz Kitap, 2009, 97 pp. (en turc)
  - 写真の哲学のために : テクノロジーとヴィジュアルカルチャー, trans. Shenzhen Masafumi, Tokyo: Keiso Shobo, 1992; 1999. (en japonais)
  - Za filosofii fotografie, trans. Božena Koseková and Josef Kosek, 1994; 2d ed., trans. Božena and Josef Kosek, Prague: Fra, 2013, 104 pp. (en tchèque)
  - Taipei: Yuan-Liou, 1994. (en chinois)
  - Pour une philosophie de la photographie, Paris: Circé, 1996. (en français)
  - Ensaio sobre a fotografia: para uma filosofia da técnica, Lisbon: Relógio d'Água, 1998. (en portugais)
  - Thessaloniki: University Studio Press, 1998. (en grec)
  - 사진의 철학을 위하여, Seoul: Communication Books, 1999. (en coréen)
  - Za filozofiju fotografije, trans. Tijana Tubić, Belgrade: Kulturni Centar Beograda, 1999; 2005, 80 pp. (en serbe)
  - Towards A Philosophy of Photography, trad. Anthony Mathews, London: Reaktion Books, 2000.
  - Una filosofía de la fotografía, Madrid: Síntesis, 2001, 192 pp. (en espagnol)
  - Za edna filosofia na fotografiata, Plovdiv: Horizonti, 2002. (en bulgare)
  - Pentru o filosofie a fotografie, Bucharest: Idea Design & Print, 2003. (en roumain)
  - Za edna filosofia na fotografira, Moscow, 2002. (en russe)
  - Ku filozofii fotografii, trans. Jacek Maniecki, Katowice: Akademia Sztuk Pięknych w Katowicach, 2004; Warszawa: Wydawnictwo Aletheia, 2015. (en polonais)
  - Filozofija Fotografije, Zagreb: Scarabeus, 2007. (en croate)
  - Een filosofie van de fotografie, Utrecht: Uitgeverij Ijzer, 2007. (en néerlandais)
  - Za filosofiyu fotografii [За философию фотографии], trans. G. Khaydarova, St. Petersburg: St. Petersburg State University, 2008, 146 pp. (en russe)
  - K filozofiji fotografije, Ljubljana: ZSKZ, 2010. (en slovène)
- Ins Universum der technischen Bilder, Göttingen: European Photography, 1985; 1992; 1996. (en allemand)
  - A technikai képek univerzuma felé, trad. József Maleczki, 2001; revised trans. Dalma Török, 2011. (en hongrois)
  - Do universa technických obrazů, trans. Jiří Fiala, Prague: OSVU, 2002, 162 pp. (en tchèque)
  - O universo das imagens tecnicas. Elogio da superficialidade, São Paulo: Annablume, 2010. (en portugais)
  - Into the Universe of Technical Images, trans. Nancy Ann Roth, University of Minnesota Press, 2011, 224 pp
  - Hacia el universo de las imagenes technicas, Mexico City: Universidad Nacional Autonoma de Mexico, 2011. (en espagnol)
- Die Schrift, Göttingen: Immatrix Publications, 1987, as a book and on 2 floppy disks; repr. as Die Schrift. Hat Schreiben Zukunft?, Göttingen: European Photography, 2002. (en allemand)
  - Az írás.Van-e jövője az írásnak?, trans. J.A. Tillmann and Lídia Jósvai, Balassi Kiadó - BAE Tartóshullám - Intermedia, 1997. (en hongrois)
  - 글쓰기에 미래는 있는가, Seoul: Imprima Korea Agency, 1998. (en coréen)
  - A Escrita. Ha futuro para a escrita?, São Paulo: Annablume, 2010. (en portugais)
  - Does Writing Have a Future?, trad. Nancy Ann Roth, University of Minnesota Press, 2011, 208 pp.
- avec Louis Bec, Vampyroteuthis infernalis. Eine Abhandlung samt Befund des Institut Scientifique de Recherche Paranaturaliste, Göttingen: Immatrix Publications, 1987, 65 pp; Göttingen: European Photography, 2002. (en allemand)
  - Vampyroteuthis infernalis, São Paulo: Annablume, 2011. (en portugais)
  - Vampyroteuthis Infernalis, trans. Rodrigo Maltez Novaes, New York: Atropos, 2011, 160 pp. Foreword by Abraham A. Moles.
  - Vampyroteuthis Infernalis: A Treatise, with a Report by the Institut Scientifique de Recherche Paranaturaliste, University of Minnesota Press, 2012, 112 pp.
  - Vampyroteuthis Infernalis. Un Traité, suivi d'un rapport de l'Institut Scientifique de Recherche Paranaturaliste, traduit de l'allemand par Christophe Lucchese, Zones sensibles, 2015, 64 p.
- Krise der Linearität, ed. G.J. Lischka, Bern: Benteli, 1988, 43 pp. (en allemand). Conférence donnée le 20 mai 1988 au musée d'art de Bern.
  - "The Crisis of Linearity", trad. Adelheid Mers, Boot Print 1:1 (2006), p. 19-21.
- Angenommen. Eine Szenenfolge, Göttingen: Immatrix Publications, 1989; Göttingen: European Photography, 2000. (en allemand)
- avec Jean Baudrillard et Hannes Böhringer (de), Philosophien der neuen Technologien, Berlin: Merve, 135 pp, 1989. (en allemand)
- Gesten.Versuch einer Phänomenologie, Bensheim and Düsseldorf: Bollmann, 1991, 1993 (en Allemand)[9]
- Bodenlos: Eine philosophische Autobiographie, Bensheim and Düsseldorf: Bollmann, 1992, 295 pp; Frankfurt am Main: Fischer, 1999. (en allemand)
  - Bezedno: filosofická autobiografie, Prague: Hynek, 1998, 225 pp. (en tchèque)
  - Bodenlos: Uma autobiografia filosofica, São Paulo: Annablume, 2010. (en portugais)
- A Dúvida, Rio de Janeiro: Relume Dumará, 1999; São Paulo: Anna Blume, 2011 (en portugais)
  - On Doubt, Trans. Rodrigo Maltez Novaes, Minneapolis: Univocal, 2014 Foreword by Rainer Guldin 100pp. (en anglais)

### Chapitres de livres, publications scientifiques et articles (sélection)
- "Filosofia da linguagem", Ita-Humanidades 2 (1966), p. 133-210. (en portugais)
- "Auf der Suche nach Bedeutung", trad. Edith Flusser avec Vera Schwamborn, Tendenzen der aktuellen Philosophie in Brasilien in Selbstbildnissen 27 (1975), São Paulo: Loyola. (en allemand). Essai autobiographique, écrit en anglais et portugais en octobre-novembre 1969 à São Paulo. Voir aussi Bodenlos, 1999.
  - "Em busca do significado", in Stanislaus Ladusãns, Rumos da filosofia atual no Brasil em auto-retratos, São Paulo: Loyola, 1976, p. 493-506. (en portugais)
  - "In Search of Meaning (Philosophical Self-portrait)", in Writings, 2002, p. 197-208.
- "The Photograph as Post-Industrial Object: An Essay on the Ontological Standing of Photographs", Leonardo 19:4 (1986), p. 329-332.
- "Fernsehbild und politische Sphäre im Lichte der rumänischen Revolution", trans. Almuth Carstens, in Von der Bürokratie zur Telekratie. Rumänien im Fernsehen, ed. Peter Weibel, Berlin: Merve Verlag, 1990, p. 103-114. (en allemand)
- "On Memory (Electronic or Otherwise)", Leonardo 23:4 (1990), p. 397-399. Adapté d'une présentation à l'Ars Electronica, 14 septembre 1988.
- "Die Stadt als Wellental in der Bilderflut", in Nachgeschichten, 1990. Écrit en 1988. Repr. dans Arch+ 111 (mars 1992), p. 58-63 ; Die Revolutionen der Bilder, 1995; Medienkultur, 1997, p. 178-179.
  - "The City as Wave‐Trough in the Image‐Flood", trad. Phil Gochenour, Critical Inquiry 31:2 (Winter 2005), p. 320-328.
- "Projektion statt Linearität", dans Strategien des Scheins. Kunst Computer Medien, eds. Florian Rötzer and Peter Weibel, Munich, 1991, p. 93-95. (en allemand)
- "Räume", dans außen räume innen räume. Der Wandel des Raumbegriffs im Zeitalter der elektronischen Medien, ed. Heidemarie Seblatnig, Vienna: Universitäts Verlag, 1991, p. 75-83; repr. in Raumtheorie. Grundlagentexte aus Philosophie und Kulturwissenschaften, eds. Jörg Dünne and Stephan Günzel, Frankfurt am Main: Suhrkamp, 2006, p. 274-285. (en allemand)
- "L'image-calcul. Pour une nouvelle imagination", dans Penser l'image II. Anthropologies du visuel, ed. Emmanuel Alloa, Dijon: Les presses du réel, 2015, p. 43-56